# Sinsu-dong
Sinsu-dong (koreanska: 신수동) är en stadsdel i stadsdistriktet Mapo-gu i Sydkoreas huvudstad Seoul.